# Halveringstijd
De halveringstijd of (als veelgebruikt germanisme, afkomstig van Halbwertszeit) halfwaardetijd, {\displaystyle t_{1/2}}, is in de scheikunde en de kernfysica de tijd waarna van een oorspronkelijke hoeveelheid stof nog precies de helft over is. In de kernfysica geeft een verwante grootheid, de vervaltijd, aan wat de tijd is die een instabiel en exponentieel vervallend deeltje nodig heeft om tot een deel 1/e van zijn activiteit of straling te komen. Maar ook in chemische reacties kan van halfwaardetijden sprake zijn, mits zij kinetisch een eerste-ordeproces volgen. 
Bij reacties van andere orde is de halveringstijd of halfwaardetijd niet constant. In de medische wetenschappen is de halfwaardetijd van lichaamsvreemde stoffen (zoals geneesmiddelen) een belangrijk gegeven. Een verwant begrip is de vervalconstante.

## Halfwaardetijd
De halfwaardetijd {\displaystyle t_{1/2}} geeft de snelheid van een exponentieel vervalproces weer. Als {\displaystyle N_{0}=N(0)} de beginconcentratie van een stof is, wordt de concentratie {\displaystyle N(t)} op het tijdstip {\displaystyle t} gegeven door:
{\displaystyle N(t)=N_{0}\left({\tfrac {1}{2}}\right)^{t/t_{1/2}}}
Het tegenovergestelde van exponentieel verval is exponentiële groei.
Halfwaardetijden zijn opgetekend voor allerlei processen: (bio)chemische en fysiologische processen (zoals de snelheid van bepaalde chemische reacties, het verloop van bloedconcentraties van medicatie, enz.), maar zijn vooral bekend geworden bij het verval van radioactief verval van atoomkernen. De halfwaardetijd is in alle gevallen een maat voor de (fysische of chemische) stabiliteit van het desbetreffende isotoop of molecuul: stabiele kernen van laag-radioactieve elementen of verbindingen die snel in het lichaam wordt afgebroken hebben een lange halfwaardetijd, terwijl instabiele kernen van hoog-radioactieve elementen (en verbindingen die snel in het lichaam wordt afgebroken) een korte halfwaardetijd hebben.

## Vervaltijd

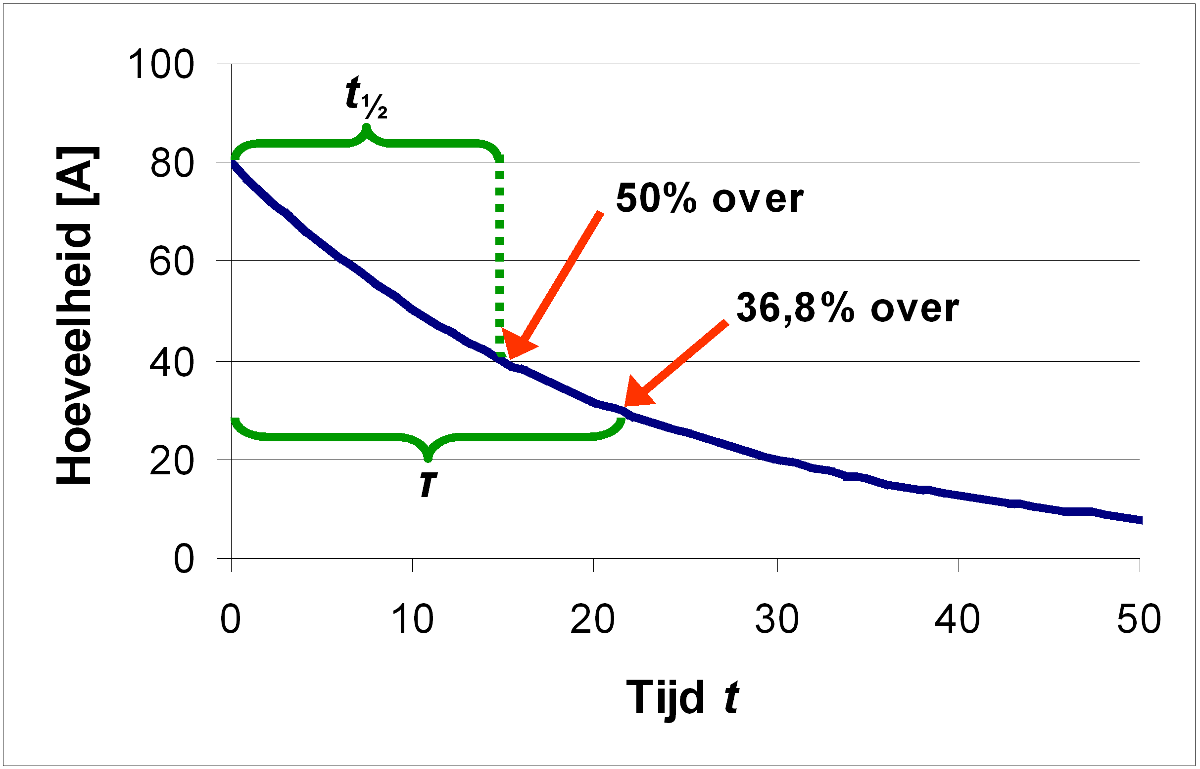
Halfwaardetijd (15 seconde) en vervaltijd (21,6 seconde) bij een exponentieel vervalproces

Bij kleinere instabiele subatomaire deeltjes gebruikt men meestal de vervaltijd of 1/e–tijd of gemiddelde levensduur. De 1/e–tijd is de tijd waarna er nog 1e = 12,71828 = 36,8% over is. Als symbool hanteert men meestal τ (de Griekse letter tau).
De vervaltijd is 1ln(2) = 1,4427 maal zo lang als de halfwaardetijd: τ = 1,4427 t1⁄2.
Zo heeft bijvoorbeeld een vrij neutron een halfwaardetijd van ruim 10 minuten en een vervaltijd van bijna 15 minuten.

## Gebruik
Men gebruikt de term halfwaardetijd bijvoorbeeld om de snelheid van radioactief verval van een radio-isotoop aan te geven. Voorbeeld: tritium (3H) is een instabiel isotoop van waterstof. Tritium-atomen kunnen onder uitstraling van een elektron (men spreekt van β-verval of bètaverval) overgaan in helium-3. Dit is een toevalsproces, met andere woorden voor een enkel atoom is niet te voorspellen wanneer deze omzetting plaats zal vinden. Voor grote aantallen atomen kan men wel een statistische voorspelling doen over de omzettingssnelheid. Men drukt dit uit als de halfwaardetijd.

### Voorbeelden
- De halfwaardetijd van tritium is 12,33 jaar. Na 12,33 jaar is dus de helft van het tritium omgezet in helium, na nog eens 12,33 is er nog maar een kwart van het oorspronkelijke tritium over, na weer 12,33 jaar 1/8, enzovoorts.
- De vervaltijd van het vrije neutron bedraagt, zoals gezegd, 886 seconden. Dat wil zeggen dat van een groot aantal neutronen na die periode nog 36,8% resteert; de andere 63,2% zijn vervallen (tot een proton, een elektron en een antineutrino). Ook betekent het dat een neutron gemiddeld 886 seconde bestaat: als men van alle neutronen bijhoudt hoelang na het begin van de observaties ze vervallen, en van al die observaties het gemiddelde neemt, krijgt men 886 seconden.

| Halfwaardetijden | Halfwaardetijden |
| ---------------- | ---------------- |
| Radon-222        | 3,8 dagen        |
| Jodium-131       | 8 dagen          |
| Cesium-131       | 9,7 dagen        |
| Cesium-134       | 2 jaar           |
| Kobalt-60        | 5,3 jaar         |
| Strontium-90     | 28 jaar          |
| Cesium-137       | 30 jaar          |
| Radium-226       | 1600 jaar        |
| Koolstof-14      | 5730 jaar        |
| Plutonium-239    | 24.400 jaar      |
| Cesium-135       | 2,3 miljoen jaar |
| Uranium-235      | 704 miljoen jaar |
| Uranium-238      | 4,5 miljard jaar |
| Thorium-232      | 14 miljard jaar  |
| Xenon-124        | 1,8 × 1022 jaar  |

## Afleiding van het exponentiële verval
De begrippen halfwaardetijd en vervaltijd zijn nauw verbonden met de kinetiek van eerste-ordeprocessen. In zo'n proces is de afnamesnelheid van een hoeveelheid op ieder moment evenredig met de hoeveelheid {\displaystyle A_{t}} op dat moment, dus:
{\displaystyle {\frac {\mathrm {d} A_{t}}{\mathrm {d} t}}=-kA_{t}}
Hieraan wordt voldaan door:
{\displaystyle A_{t}=A_{0}\,e^{-t/\tau }}
waarin {\displaystyle \tau ={\tfrac {1}{k}}}.
Volgens deze formule vervalt de oorspronkelijke hoeveelheid of concentratie met een factor {\displaystyle 1/e} in een tijd {\displaystyle \tau }, de vervaltijd. 
Geschreven als macht van 1/2:
{\displaystyle A_{t}=A_{0}\,e^{-t/\tau }=A_{0}\left({\tfrac {1}{2}}\right)^{t/(\tau \ln 2)}=A_{0}\left({\tfrac {1}{2}}\right)^{t/t_{1/2}}}
In de laatste vorm wordt de hoeveelheid of concentratie gehalveerd in een tijd {\displaystyle t_{1/2}}, de halfwaardetijd, waarvoor dus geldt:
{\displaystyle t_{1/2}=\tau \ln 2}
of
{\displaystyle \tau \approx 1{,}4427\,t_{1/2}}

## Vervalconstante
De volgende vervalconstante of desintegratieconstante wordt ook wel gebruikt:
{\displaystyle \lambda ={\frac {\ln 2}{t_{1/2}}}={\frac {1}{\tau }}}
Dit is van de nog niet vervallen atoomkernen de fractie die per tijdseenheid vervalt (de afnameconstante van de exponentiële afname van wat nog niet vervallen is); de fractie per seconde vermenigvuldigd met het aantal nog niet vervallen atoomkernen is het aantal becquerel (Bq).
Voorbeeld: bij een halfwaardetijd van een jaar is de vervalconstante 2,2 × 10−8 s−1, vermenigvuldigd met het getal van Avogadro geeft dit 13 PBq/mol.

## Ander gebruik van 1/e-tijd
Een ander geval waarin een 1/e-tijd gebruikt wordt, is het leeglopen van een elektrische condensator met capaciteit C via een draad met weerstand R. De lading op de condensator neemt exponentieel af. Na een tijd τ = RC (de vervaltijd of RC-tijd) is er nog 36,8% (1/e-de deel) van de lading over.